# 福州教堂

## 基督新教

### 公理会（中华基督教闽中协会）
- 刘公纪念堂：位于鼓楼区观巷，1881年创建，信徒1200人，1992年改名观巷堂重新开放
- 救主堂：位于铺前顶（现八一七中路772号），1858年创建，信徒2000人，1990年改名铺前堂重新开放
- 洪山堂：位于鼓楼区洪山桥，1899年创建，信徒400人，1984年重新开放
- 尚德堂：位于东门塔头桥，信徒500人，1983年改名东门堂重新开放
- 马尾堂：马尾，1901年创建，信徒1000人，1978重新开放，新堂1991年完工
- 西门堂：鼓楼西门
- 福世堂：鼓楼杨桥巷
- 晨世堂：鼓楼澳桥下
- 开元堂：鼓楼开元楼
- 水部堂：鼓楼水部街
- 三保堂：台江三保直街46号
- 后洋堂：台江后洋里（苍霞合春埕14号），洲边小学占用
- 霞浦堂：台江霞浦街(现延平路13～14号)，台江五金厂占用
- 后洲堂：台江迎晖里1号，福州十七中占用
- 窗下堂：窗　下
- 后屿堂：后　屿，信徒1000人，1984年重新开放
- 南通堂：闽侯南通       已重新开放

### 卫理公会
- 天安堂 仓山天安里 1856年，1600人，1980年重新开放，1996年－1999年重建
- 真神堂 台江茶亭街（八一七中路660号）1856年，因茶亭街扩建而拆除
- 尚友堂 鼓楼花巷 1864   3000人，1979年改名花巷堂重新开放
- 小岭堂 仓山中藤路190号，1995年重新开放，2000年迁址仓山下渡十锦祠重建
- 福民堂 仓山上渡路204号，1921年，800人，1983年改名上渡堂重新开放，2000年重建
- 尚仁堂   台江三保伙贩街20号，1920年，台江装潢美术厂占用
- 城门堂 仓山城门镇城门街206号，1941，1600人，1984年重新开放，1983－2001年重建
- 宣道堂 仓山盖山镇义序村 1897   700人，1984年改名义序堂重新开放，1993－1995年重建
- 天道堂 仓山盖山镇浦下村    200人，1987年改名浦下堂重新开放
- 正道堂 仓山胪雷 1918   350人，1984年改名胪厦堂重新开放
- 永生堂 闽侯甘蔗 1899   现已改名甘蔗堂重新开放
- 福华堂 福清后埔街  1863     1984年改名城关堂重新开放

### 圣公会(中華聖公會福建教區)
- 基督堂（主教座堂） 台江苍霞洲倚霞桥1号，1870年创办，1500人，1985年改名苍霞堂重新开放
- 真学堂  仓山施埔透湖路9号，1883，600人，1990年改名施埔堂重新开放
- 道源堂  鼓楼华林坊
- 圣约翰堂（石厝堂） 仓山乐群路9号，1860年创建，市级文物保护单位
- 圣保罗堂 仓山岭后路，1890年创建
- 圣三一堂 仓山公园西路8号，1917年创建
- 萃贤堂  鼓楼黄巷
- 明道堂  仓山塔亭路20号，1910年创办，1928修，现已重新开放
- 闽安堂  马尾闽安       200人，1987 年重新开放
- 玉田堂  长乐玉田
- 亭江堂
- 南屿堂
- 半岭堂
- 慕天堂（闽侯）  1892   现名上街堂
- 道源堂（福清）  1859   1981年改名西大堂重新开放

### 地方教会（基督徒聚会处）
- 中洲聚会所：仓山中洲中东巷，於1948年開始聚會，人數約有2,000人，1990年改名中洲堂重新开放，1996年移到中洲岛西侧重建。
- 津门路聚会所：鼓楼津门路，於1946年開始聚會，人數約有1,000人，暂借花巷堂聚会。
- 马厂街聚会所：仓山对湖路（原在仓山陶园路十二间排、球场后），现已改名马厂街堂重新开放。
- 河西聚会处：鼓楼河西街。
- 鼓岭聚会所：位於鼓岭，於1941年開始聚會，人數約有300人，1981年改名「鼓岭堂」重新开放。
- 琅岐堂：1921年開始聚會，人數約有1,400人，1983年重新开放、進行联合礼拜

### 基督复临安息日会
- 大根堂  鼓楼大墙根 1915    1400人，1979年在花巷堂恢复聚会，现已改名城守前堂重新开放
- 南公园堂 南公园敦仁里9号， 1922

### 真耶稣教会
- 大根堂 鼓楼大墙根 1928    1700人，1979年在花巷堂恢复聚会，现已重新开放
- 秀山堂 秀　山 1928    现已重新开放
- 仓山堂
- 马尾堂
- 下藤播道所 仓山下藤路

注：信徒人数均系1994年数字。

## 天主教
- 福州圣多明我主教座堂（泛船浦天主堂）  福州市仓山区新民街54号   哥特式建筑，面积为1371.4平方米，时称江南第一堂，现乃福建最大教堂，可容2000余人，为天主教福州总教区主教座堂。1985年重新开放，现一切宗教活动正常开展中。仓山区重点文物保护单位、福建省文物保护单位。
- 苍霞洲耶稣圣心堂  台江区江滨西大道敬义巷8号，1933年，面积约800平方米，可容教徒1200人。1988年重新开放，现一切宗教活动正常开展中。
- 上渡法蒂玛堂　仓山上渡竹榄里75号巷（永辉超市后面） 。建于1947年，1994年重新开放，现一切宗教活动正常开展中。
- 西门若瑟堂 鼓西路164号。1946年，木构单层建筑，面积200平方米，可容三四百人。1979年重新开放，现一切宗教活动正常开展中。
- 营盘顶耶稣圣心堂　马尾区马限山 。1903年建。200多平方米，可容三四百人。1989年重新开放，现一切宗教活动正常开展中。
- 澳尾巷玫瑰圣母堂  台江南门外澳尾巷  建于1848年，教堂面积507.8平方米，可容千余人。租给福州市儿童医院使用。1992年列为福州市文物保护单位。2002年被拆除。
- 中选崇真堂   台江，1932年，面积为356.5平方米，可容六七百人。由台江区医院租用。
- 仓前德肋撒堂　仓山乐群路。1947年。仍由住户租用。
- 长乐城关天主堂　复兴路二峰巷。始建于1906年。1981年重新开放。1992年－1994年重建。新堂面积800多平方米，钟楼高28米。是福建第二大天主堂，现一切宗教活动正常开展中。